# ماریون بایرن
ماریون بایرن (انگلیسی: Marion Byron؛ ‏ ۱۶ مارس ۱۹۱۱ – ۵ ژوئیهٔ ۱۹۸۵) بازیگر و کمدین اهل ایالات متحده آمریکا بود.
از فیلم‌هایی که وی در آن‌ها نقش داشته است، می‌توان به نمایش نمایش‌ها اشاره نمود.